# Печери Швеції
Список печер Швеції — перелік печер Швеції.
Геологічні та кліматичні умови Швеції несприятливі для утворення великих печер. Однак у Швеції є багато дрібних ділатансійних і гравітаційних порожнин.
- Бодагротторна (швед. Bodagrottorna)
- Войтасгалло
- Геверсбюгроттан (швед. Höversbygrottan)
- Гелікгротторна (швед. Hölickgrottorna)
- Гувербергет (швед. Hoverberget)
- Кораллгроттан (швед. Korallgrottan)
- Ламмельгелет
- Луммелундагроттан (швед. Lummelundagrottan)

| Швеція | Це незавершена стаття з географії Швеції. Ви можете допомогти проєкту, виправивши або дописавши її. |